# أن تكون هناك (فلم)
أن تكون هناك  (بالإنجليزية: Being There) هو فيلم كوميدي تم اقتبساه من رواية صدرت عام 1970 بنفس الاسم. تم إنتاجه في الولايات المتحدة وصدر في سنة 1979. من إخراج هال أشبي
في عام 2015 ، اختارت مكتبة الكونغرس بالولايات المتحدة الفيلم للحفاظ عليه في السجل الوطني للسينما، مما جعله "ذات أهمية ثقافية أو تاريخية أو جمالية.

## القصة
بطل القصة (تشانس) هو بستاني بسيط لم يخرج قط من منزل صاحبه، لا يجيد القراءة أو الكتابة كل ما يجيده هو البستنة ومشاهدة التلفاز وتقليد ما يراه فيه، يتصرف بعفوية وبصراحة، تنقلب حياته رأساً على عقب بعد وفاة صاحبه وخروجه من المنزل عنوة، حيث يبدأ بالتعامل مع عالم جديد مختلف لم يسبق أن رأه من قبل، أحداث غير متوقعة ولا يمكنك التنبؤ بها ..

## الميزانية والإيرادات
حقق أرباحا تقدر بـ 30,177,511 دولار.

### ترشيحات وجوائز
| السنة | الحدث          | الفئة                  | النتيجة  |
| ----- | -------------- | ---------------------- | -------- |
|       | جائزة الأوسكار | أفضل ممثل في دور مساعد | فـــــوز |

## وصلات خارجية
- مقالات تستعمل روابط فنية بلا صلة مع ويكي بيانات